# یک سمفونی فاوست
یکی از دو سمفونی فرانتس لیست (سمفونی دیگر سمفونی دانته است) که بر اساس افسانهٔ دکتر فاوست نوشته شده است.
این سمفونی سه موومان دارد. هر یک از موومان‌ها سیاه‌مشق و طرحی موسیقایی (تقریباً یک پوئم سمفونی) از یکی از شخصیت‌های اصلی داستان است.
1. فاوست
2. گرچن
3. مفیستوفلس